# 최원태 (양궁 선수)
최원태(1967년 11월 11일~)는 대한민국의 양궁 선수이다. 1984년 하계 올림픽 남자 개인전에 참가했다.